# Trachelas minor
Espèce
Trachelas minor est une espèce d'araignées aranéomorphes de la famille des Trachelidae.

## Distribution
Cette espèce se rencontre en Europe du Sud, au Moyen-Orient, en Asie centrale, en Afrique du Nord et en Afrique de l'Ouest.

## Description
Les mâles mesurent de 1,80 à 2,10 mm et les femelles de 1,78 à 2,60 mm.

## Publication originale
- O. Pickard-Cambridge, 1872 : General list of the spiders of Palestine and Syria, with descriptions of numerous new species, and characters of two new genera. Proceedings of the Zoological Society of London, vol. 1871, p. 212-354 (texte intégral).